# HNRPU
La ribonucleoproteína nuclear heterogénea U (hnRPU) es una proteína que es codificada en humanos por el gen hnrpu.
Este gen pertenece a la subfamilia de ribonucleoproteínas nucleares heterogéneas expresadas ubicuamente (hnRNPs). Las hnRNPs son proteínas de unión a ARN que pueden formar complejos con el ARN nuclear heterogéneo (hnRNA). Estas proteínas son asociadas con moléculas de pre-ARNm en el núcleo, y parecen influenciar en el procesamiento de las moléculas de pre-ARNm y en otros aspectos del metabolismo y el transporte del ARNm. Mientras todas las hnRNPs están presentes en el núcleo parece que algo enlaza el núcleo y el citoplasma. Las proteínas hnRNPs presentan distintas propiedades de unión a los ácidos nucleicos. La proteína HNRPU contiene un dominio de unión a ARN y una región asociada a estructura específica para la unión de ADN. Además, parece que esta proteína está implicada en el empaquetamiento del hnRNA en grandes complejos de ribonucleoproteína. Durante la apoptosis, esta proteína es clave en la ruta dependiente de caspasas. El corte se produce en el sitio SALD, dando lugar a una pérdida de la capacidad de unión a ADN y al despegue de los sitios estructurales nucleares. No obstante, este corte no afecta a la función de la proteína codificada en el metabolismo del ARN. Se han descrito al menos dos transcritos alternativos de este gen.

## Interacciones
La proteína hnRPU ha demostrado ser capaz de interaccionar con:
- NDN[4]
- EP300[5]
- Receptor de glucocorticoides[6]
- GTF2F1[7]